# Pachycnemia rachonica
Pachycnemia rachonica är en fjärilsart som beskrevs av Koutsaftikis 1973. Pachycnemia rachonica ingår i släktet Pachycnemia och familjen mätare. Inga underarter finns listade i Catalogue of Life.